# 梅微蟹蛛
梅微蟹蛛（学名：Lysiteles maius）为蟹蛛科微蟹蛛属的动物。分布于日本、尼泊尔以及中国大陆的云南、吉林等地，主要生活于桔园以及李子树。该物种的模式产地在尼泊尔。